# Casa al carrer Barcelona, 15 (Tona)
La Casa al carrer Barcelona, 15 és una botiga de Tona (Osona) inclosa a l'Inventari del Patrimoni Arquitectònic de Catalunya.

## Descripció
Edifici de planta baixa i dos pisos. A la planta baixa hi ha dues obertures, una correspon a la porta d'entrada, de testera recta amb una llinda de pedra (1801) i carreus escairats i carejats als brancals; l'altra obertura és una finestra de testera recta, amb una llinda amb una motllura de formes ondulants que emmarca una roseta treballada en relleu. Al primer pis destaca una finestra, també de testera recta i llinda decorada per una motllura, menys complexa que l'anterior, amb un replanell motllurat. La façana acaba amb un ràfec sostingut per un embigat de fusta que protegeix una petita obertura del pis superior.

## Història
El carrer de Barcelona forma part del primitiu nucli de població diferenciat del castell i de les cases de pagès, a partir del qual sorgirà el poble actual de tona. Durant el segle xviii es fan moltes construccions noves a la zona (carrer de Barcelona, Plaça de l'Hostal, carrer Nou), configurant l'àrea que perdurarà habitada i seguirà sent en centre de la ciutat fins a l'actualitat.